# ガス爆発
ガス爆発（ガスばくはつ）とは、可燃性の気体（ガス）が急速な熱膨張（爆発）をすること。結果的に火災を招くことが多く、大災害になることもある。

## 原因
可燃性の気体は可燃性ガスとも呼ばれ、メタンガス、プロパンガス、都市ガス、ガソリン蒸気などが挙げられる。これら気化した燃料があり、静電気、スイッチなど電気関係の火花や、放電現象、ライター（タバコの火）など様々なきっかけにより引火することで、爆発が起きる。都市ガスの場合、空気の中のガスの濃度が5~15%の時最も大きな爆発力を得る。

## 場所
可燃性の気体の濃度が一定の条件にならないと爆発現象は生じないため、結果的に密閉された空間で発生することがほとんどである。
石炭がエネルギー需要の大半を占めていた時代には、炭鉱の坑道内で発生するメタンガスが引火し爆発が生じる事例が多く見られたが、エネルギー革命の進展に伴い著しく減少した（日本では2019年現在、坑道掘りの炭鉱は釧路コールマインのみである。中華人民共和国内などでは違法操業により現在も爆発事故が見受けられる）。
建物内での過失による爆発、自殺目的による故意の爆発などは現在も見受けられるが、日用品の多様化に伴い、室内でスプレー缶を使用した際のガスが爆発、自動車車内に放置した使い捨てライターが直射日光により爆発するなど、不意を突くような爆発事例も見受けられるようになった。1970 - 80年代には、都市ガスと密閉サッシの著しい普及進行にともなって家庭のガス爆発事故が急増、社会問題となり、テレビでニュース特番が組まれるなどした。
汲み取り式便所の便槽の中の糞尿が化学変化を起こして、メタンを発生して爆発するといった事例もある。

## 日本の主なガス爆発の事故例
- 福島第一原子力発電所事故（1~4号機) 水素による。
- 深川都市ガス爆発事故
- 三井三池炭鉱
- 天六ガス爆発事故
- 北炭夕張新炭鉱ガス突出事故
- 静岡駅前地下街爆発事故
- つま恋ガス爆発事故
- 渋谷温泉施設爆発事故
- ダイセル化学堺工場爆発事故
- 札幌連続ボンベ爆発事件
- 札幌不動産仲介店舗ガス爆発事故
- 郡山飲食店ガス爆発事故